# Мозазаврові
Мозазаврові (Mosasauroidea) — надродина викопних морських ящерів, що існувала в пізній крейді. Базальні представники цієї групи представлені невеликими напівводними видами з сухопутними кінцівками («плезіопедальні мозазаври»), тоді як більш пізні представники мають повністю водні ластоногі («гідропедальні») кінцівки — саме вони широко відомі як мозазаври. Традиційно їх групували в межах окремих родин — Aigialosauridae та Mosasauridae, відповідно. Однак філогенетичні дослідження показали, що плезіопедальні мозазаврові не є монофілетичною групою, з деякими таксонами, включеними до мозазаврів. Даніель Мадзія та Андреа Кау у 2017 році окреслили Mosasauroidea як «найбільш інклюзивну групу, що містить Mosasaurus hoffmannii та Aigialosaurus dalmaticus, але не охоплює Dolichosaurus longicollis, Adriosaurus suessi або Pontosaurus lesinensis».

## Опис
Морфологією черепа айгіалозавриди були схожі на черепи більш похідних мозазаврів, хоча посткраніальний скелет більше нагадував скелет наземних ящірок. Вони були відносно малими за розмірами — від метра до 65 см завдовжки.
Найменший відомий представник мозазаврів був менше метра завдовжки. Крупніші мозазаври були більш типовими, багато видів виростали довше 4 м. Mosasaurus hoffmannii, найбільший з відомих видів, сягав 17 м, але Cleary et al. (2018) припускають, що його розміри, ймовірно, переоцінені.

## Спосіб життя
Айгіалозаври віддавали перевагу мілководдю та були поширені у водах стародавнього океану Тетіс (зокрема сучасної Хорватії). Мозазаври населяли теплі, мілководні внутрішні моря по всьому світу. Скоріше за все це були живородні ящірки.